# Inezita Barroso
Inezita Barroso, nome artístico de Ignez Magdalena Aranha de Lima (São Paulo, 4 de março de 1925 – São Paulo, 8 de março de 2015), foi uma cantora, atriz, instrumentista, bibliotecária, folclorista, professora, apresentadora de rádio e televisão brasileira.
Ganhou o título de doutora honoris causa em folclore e arte digital pela Universidade de Lisboa e atuou também em espetáculos, álbuns, cinema, teatro e produzindo espetáculos musicais de renome nacional e internacional. Adotou o sobrenome Barroso ao se casar, em 1947, aos 22 anos, com o advogado cearense Adolfo Cabral Barroso, com quem teve uma filha, Marta.

## Biografia
Nascida numa família abastada de origens espanholas e indígenas, apaixonada pela cultura e principalmente pela música brasileira, Inezita começou a cantar e tocar violão e viola aos sete anos de idade, ofício que aprendeu com Mary Buarque, e foi através desta que participou do programa infantil na rádio Cruzeiro do Sul ao lado de outras alunas. Estudou do ensino primário ao normal na Escola Caetano de Campos. Estudou piano no conservatório. Foi aluna da primeira turma da graduação em Biblioteconomia da Universidade de São Paulo (USP). Graduou-se em 1947, antes de se tornar cantora profissional.

## Carreira artística
Em 1950, Inezita ingressou na Rádio Bandeirantes e apresentava-se em recitais no Teatro Brasileiro de Comédia (TBC), Cultura Artística e Colombo. No mesmo ano gravou a célebre interpretação da música Moda da Pinga, de Ochelsis Laureano e Raul Torres.  
Em 1954 gravou os sambas Ronda, de Paulo Vanzolini e Estatutos da Gafieira, de Billy Blanco. Foi premiada com o Troféu Roquette-Pinto de melhor cantora de música popular brasileira e o prêmio Guarani, como melhor cantora em disco.  
Na década de 1950 se dedicou também a carreira de atriz, atuando nos filmes Ângela (1950), O Craque (1953), Destino em Apuros (1953), É Proibido Beijar (1954) e Carnaval em Lá Maior (1955). Recebeu o prêmio Saci de melhor atriz por sua atuação em Mulher de Verdade (1953).
Inezita ultrapassou a marca de cinquenta anos de carreira e de oitenta discos gravados, entre 78 rpm, vinil e CDs. Apresentou por 35 anos, de 1980 até a sua morte em 2015, o programa Viola, Minha Viola, dedicado à música caipira e transmitido pela TV Cultura. Apresentou também, no SBT, um programa musical que levava seu nome e era exibido aos domingos pela manhã. 
Além da carreira artística, desde a década de 1980, Inezita Barroso dedicou-se também a dar aulas de folclore. Lecionava nas faculdades Unifai e Unicapital, onde recebeu o título de doutora Honoris Causa em Folclore Brasileiro.
Ao contrário do que o público costuma esperar da artista, Inezita Barroso trabalhou em interpretações de autores mais atuais da MPB, de outras vertentes que não apenas a caipira/sertaneja.
Em 2003 foi condecorada pelo governo do estado de São Paulo com a medalha de mérito "Ordem do Ipiranga", recebendo o título de "comendadora da música folclórica brasileira".
No programa Roda Viva, da TV Cultura, que contou com a presença da cantora como principal entrevistada, em 2004, Inezita Barroso afirmou ser favorável à propagação e troca eletrônica de canções. Afirmava que o uso de canções em formatos digitais em computadores e dispositivos portáteis podia facilitar o acesso dos jovens à cultura e fazia dura crítica à indústria fonográfica, afirmando que a pirataria sempre existiu.
Em novembro de 2014 foi eleita para a Academia Paulista de Letras, ocupando o lugar da folclorista Ruth Guimarães, falecida em maio daquele ano.

## Legado
Em 2017 foi tema da 36ª edição da série Ocupação, realizada pelo Itaú Cultural, em São Paulo. A exposição Ocupação Inezita Barroso permaneceu em cartaz de 27 de setembro à 05 de novembro.
Também em 2017, a Assembleia Legislativa de São Paulo criou o Prêmio Inezita Barroso para homenagear personalidades e a música sertaneja raiz, também conhecida como música caipira.. Esse prêmio é entregue anualmente, pela Assembleia Legislativa de São Paulo, no mês de março, lembrando a data de nascimento da artista.
Em fevereiro de 2019 foi lançado o documentário Inezita, que falou sobre o pioneirismo de Inezita na música sertaneja, com depoimentos de José Hamilton Ribeiro, Irmãs Galvão, Eva Wilma, entre outros, e que foi exibido pela primeira vez em TV aberta no dia 4 de março de 2020, às 22h45.

## Morte
Em 19 de fevereiro de 2015, Inezita foi internada no Hospital Sírio Libanês, em decorrência de uma insuficiência respiratória. Faleceu na noite de 8 de março, quatro dias após completar 90 anos. O velório foi realizado no Palácio 9 de Julho, em São Paulo. Seu corpo foi enterrado no Cemitério Gethsemani.

## Filmografia

### Televisão
| Ano       | Título                | Função        | Emissora   |
| --------- | --------------------- | ------------- | ---------- |
| 1954      | Afro                  | Apresentadora | TV Tupi    |
| 1954-1962 | Vamos Falar de Brasil | Apresentadora | Record TV  |
| 1969      | Música Brasileira     | Apresentadora | TV Cultura |
| 1980-2014 | Viola, Minha Viola    | Apresentadora | TV Cultura |
| 1987      | Inezita               | Apresentadora | SBT        |

### Cinema
| Ano  | Título                         | Personagem | Notas        |
| ---- | ------------------------------ | ---------- | ------------ |
| 1951 | Ângela                         | Vanjú      |              |
| 1953 | O Craque                       | [ 30 ]     |              |
| 1953 | Destino em Apuros              | [ 30 ]     |              |
| 1954 | É Proibido Beijar              | Suzy       |              |
| 1954 | Mulher de Verdade              | Amélia     |              |
| 1955 | Carnaval em Lá Maior           | Ela Mesma  |              |
| 1959 | O Preço da Vitória             | [ 32 ]     |              |
| 1970 | Isto é São Paulo               | Narração   | Documentário |
| 1978 | Desejo Violento                | [ 32 ]     |              |
| 2007 | Inezita Barroso, A Voz e Viola | Ela Mesma  | Documentário |

### Discografia
Fonte: Dicionário Cravo Albin da Música Popular Brasileira
| - 1951 - Funeral de um Rei Nagô * Afro-brasileiro - /Curupira * Canção amazônica - • Sinter • 78 rpm - 1953 - Isto é papel, João?/Catira • RCA Victor • 78 rpm - 1953 - Moda da Pinga/Ronda • RCA Victor • 78 rpm - 1953 - O canto do mar/Maria do mar • RCA Victor • 78 rpm - 1954 - Coco do Mané/Roda a moenda • RCA Victor • 78 rpm - 1954 - Estatutos da gafieira/Soca pilão • RCA Victor • 78 rpm - 1954 - Iemanjá/Pregão da ostra • RCA Victor • 78 rpm - 1954 - Redondo Sinhá/Mestiça • RCA Victor • 78 rpm - 1954 - Taieiras/Retiradas • Taieiras/Retiradas • 78 rpm - 1955 - Benedito Pretinho/Meu barco é veleiro/Na fazenda do Ingá • RCA Victor • 78 rpm - 1955 - Dança de caboclo/Maracatu elegante • RCA Victor • 78 rpm - 1955 - Inezita Barroso • Copacabana • LP - 1955 - Meu casório/Nhá Popé • RCA Victor • 78 rpm - 1955 - Minero tá me chamando/Minha terra • Copacabana • 78 rpm - 1955 - Moleque Vardema'/Prece à São Benedito • Copacabana • 78 rpm - 1956 - Balaio/Maçanico • Copacabana • 78 rpm - 1956 - Chimarrita-Balão/Quero nana • Copacabana • 78 rpm - 1956 - Coisas do Meu Brasil • RCA Victor • LP - 1956 - Danças Gaúchas • Copacabana • LP - 1956 - Estatutos de boate/Ser mãe é dureza • Copacabana • 78 rpm - 1956 - Lá vem o Brasil • Copacabana • LP - 1956 - O gosto do caipira/Casa de caboclo • Copacabana • 78 rpm - 1957 - No bom do baile/Nhô Locádio • Copacabana • 78 rpm - 1958 - Inezita Apresenta - Babi de Oliveira, Juracy Silveira, Zica Bérgami, Leyde Olivé, Edivina de Andrade • Copacabana • LP - 1958 - Lampião de gás/Engenho novo • Copacabana • 78 rpm - 1958 - Vamos Falar de Brasil • Copacabana • LP - 1959 - Canto da Saudade • Copacabana • LP - 1959 - De papo pro á/Oi calango ê • Copacabana • 78 rpm - 1959 - Fiz a cama na varanda/Meu limão, meu limoeiro • Copacabana • 78 rpm - 1960 - Eu me Agarro na Viola • Copacabana • LP - 1960 - Moda do bonde camarão/Moda da onça • Copacabana • 78 rpm - 1961 - A voz do violão/Moda do bonde camarão • Copacabana • 78 rpm - 1961 - Balaio/No Bom do Baile • Copacabana • 78 rpm - 1961 - Coisas do Meu Brasil • Copacabana • LP - 1961 - Inezita Barroso • Copacabana • LP - 1961 - Inezita Barroso interpreta Danças Gaúchas • Copacabana • LP - 1961 - Tatu/Pezinho • Copacabana • 78 rpm | - 1962 - Baldrana Macia/Pingo d'Água • Sabiá • 78 rpm - 1962 - Clássicos da música caipira - Vol. I • Copacabana • LP - 1962 - Nhô Leocádio/Prece a São Benedito • Copacabana • 78 rpm - 1962 - Recital • Copacabana • LP - 1963 - A moça e a banda - Com A Banda da Força Pública do Estado de São Paulo • Copacabana • LP - 1963 - Cavalo preto/Mineirinha • Sabiá • 78 rpm - 1966 - Vamos Falar de Brasil, Novamente • Copacabana • LP - 1968 - O melhor de Inezita • Copacabana • LP - 1969 - Recital Nº 2 • Copacabana • LP - 1970 - Corinthians Meu Amor/Festa No Coreto • Copacabana • Compacto simples - 1970 - Modinhas • Copacabana • LP - 1972 - Clássicos da música caipira - Vol. II • Copacabana • LP - 1972 - Inezita Barroso • Copacabana • LP - 1974 - Tô Como O Diabo Gosta/1900 E Nada • Copacabana • Compacto simples - 1975 - Inezita em todos os cantos • Copacabana • LP - 1975 - Modas e canções • Copacabana • LP - 1977 - Moda da Pinga * Marvada Pinga - /Tristeza do Jeca/Lampião de Gás/Meu Limão, Meu Limoeiro • Copacabana • Compacto Duplo - 1977 - Seleção de Ouro - Inezita Barroso • Som/Copacabana • LP - 1978 - Jóia da Música Sertaneja • Som/Copacabana • LP - 1979 - Inezita Barroso canta e Evandro no choro • Copacabana • LP - 1980 - Joia da Música Sertaneja Nº2 • Copacabana • LP - 1985 - Inezita Barroso, a incomparável • Líder • LP - 1993 - Alma brasileira - Coletânea • Copacabana • CD - 1996 - Voz e Viola - Inezita Barroso e Roberto Corrêa • RGE • CD - 1997 - Caipira de fato - Inezita Barroso e Roberto Corrêa • RGE • CD - 1998 - Raízes Sertanejas - Coletânea - • EMI/Odeon • CD - 1999 - Raízes Sertanejas - Vol. 2 - Coletânea - • EMI/Odeon • CD - 1999 - Sou mais Brasil • CPC/UMES • CD - 2000 - Bis Sertanejo - Inezita Barroso - Coletânea - • EMI • CD - 2000 - Perfil de São Paulo - Ao Vivo com Isaías e Seus Chorões • Inter CD • CD - 2001 - A Música Brasileira deste Século por Seus Autores e Intérpretes - Inezita Barroso - Coletânea - • SESC • CD - 2003 - Hoje lembrando • Trama • CD - 2005 - Inezita Barroso - Ronda - Coletânea - • Revivendo • CD - 2006 - Trilhas Globo Rural - Inezita Barroso e Roberto Corrêa - Coletânea - • Som Livre • CD - 2009 - Sonho de Caboclo • Independente • CD - 2011 - O Brasil de Inezita Barroso • EMI • CD - 2013 - Inezita Barroso - Cabocla eu Sou • Cultura • DVD |

## Prêmios
- Prêmio Governador do Estado de melhor atriz em 1955 por sua interpretação no filme Mulher de Verdade[31]
- Prêmio Saci de melhor atriz em 1955 também pelo filme Mulher de Verdade[2][31]
- Troféu APCA em 2010 com o Grande Prêmio da Crítica em MPB[34]
- Cidadã Bonifaciana 2010 de José Bonifácio[35]